# Märker (Zeitung)
Der Märker ist eine regionale Sonntagszeitung des Druckhauses Oberhavel im Landkreis Oberhavel sowie im Landkreis Ostprignitz-Ruppin. Das Anzeigenblatt wurde im Jahr 1993 gegründet. Die Redaktion des Märkers befindet sich in Oranienburg. Die Wochenzeitung erscheint in vier verschiedenen Ausgaben für die Städte Oranienburg, Gransee, Neuruppin und Kyritz/Wittstock. Die Gesamtauflage beträgt 149.142.